# Willow Creek No 26
Pour les articles homonymes, voir Willow Creek.
Le district municipal de Willow Creek No 26 (anglais : Willow Creek No. 26) est un district municipal situé dans la province d'Alberta, au Canada.

## Communautés et localités
Bourgs
- Claresholm
- Fort Macleod
- Granum
- Nanton
- Stavely

Hameaux
- Moon River Estates
- Orton
- Parkland
- Woodhouse

Localités
- Ardenville
- Blacktail
- Durward
- Furman
- Lyndon
- Mekastoe
- Muirhead
- Nolan
- Pearce
- Pulteney
- Spring Point
- Stowe

## Démographie
| 2001  | 2006  | 2011  | 2016  |
| ----- | ----- | ----- | ----- |
| 5 412 | 5 337 | 5 107 | 5 179 |